# 朽木の灯
『朽木の灯』（くちきのとう）は2004年9月に発売されたムックの4thアルバム。初回盤は全2種類のそれぞれ異なる内容が収録されたトレーディングDVDがランダムで付属された。

## 収録曲
1. 朽木の灯
（作曲：ミヤ）
  - アルバムの表題曲であり、インスト。
2. 誰も居ない家
（作詞：逹瑯 / 作曲：ミヤ）
  - 逹瑯の幼少時代のことを歌った曲。
3. 遺書
（作詞：ミヤ / 作曲：ミヤ）
  - 虐めによる自殺をテーマにした曲。また、メジャーに於ける自分たちの音楽活動に対する思いも歌っている。
4. 未完の絵画
（作詞：ミヤ / 作曲：ミヤ）
5. 濁空
（作詞：ミヤ / 作曲：ミヤ）
6. 幻燈讃歌
（作詞：ミヤ / 作曲：ミヤ）
7. 暁闇
（作詞：逹瑯 / 作曲：YUKKE）
8. 2.07
（作曲：ミヤ）
  - インスト。演奏時間が2分7秒であることからこの題がついた。
9. ガロ
（作詞：逹瑯 / 作曲：ミヤ）
10. 悲シミノ果テ
（作詞：ミヤ / 作曲：ミヤ）
11. 路地裏 僕と君へ
（作詞：逹瑯 / 作曲：ミヤ）
  - 4thシングル。メジャーに於ける自分たちの方向性を問うた作品。シングルバージョンでは最後にサウンドチェックをしているような楽器の音があったが、アルバムではカットされている。
12. 溺れる魚
（作詞：逹瑯 / 作曲：逹瑯）
13. 名も無き夢
（作詞：逹瑯 / 作曲：ミヤ）
14. モノクロの景色
（作詞：逹瑯 / 作曲：YUKKE・ミヤ）
  - 5thシングル。2017年発売の『殺シノ調べII This is NOT Greatest Hits』にて再録されている。
15. 朽木の塔
（作詞：逹瑯 / 作曲：ミヤ）
  - 収録時間11分、演奏時間8分に及ぶ大作。『是空』に収録された「茫然自失」からの流れを組む曲。
  - ライブでは2006年の武道館公演MUCC WORLD TOUR "TOUR FINAL「666」"を最後に封印された。2017年の20周年記念武道館公演で約11年ぶりに演奏され、ミヤ曰く浄化された。

## カバー
暁闇
- シド - 2017年11月22日発売の『TRIBUTE OF MUCC -縁[en]-』に収録。

溺れる魚
- gibkiy gibkiy gibkiy - 2017年11月22日発売の『TRIBUTE OF MUCC -縁[en]-』に収録。